# LaMonica McIver
LaMonica R. McIver, née le 20 juin 1986 à Newark, est une femme politique américaine, membre du Parti démocrate. Elle élue de la Chambre des représentants des États-Unis pour le 10e district du New Jersey depuis 2024. 

## Biographie
McIver est née à Newark, dans le New Jersey, le 20 juin 1986. Elle grandit dans le quartier central de la ville et obtient son diplôme du lycée Central en 2004. Avant d'entrer en politique, elle travaille comme directrice du personnel pour les écoles publiques de Montclair. Elle est élue au conseil municipal de Newark en 2018 et en devient la présidente en 2022. Elle démissionne de la présidence du conseil en 2024, tout en restant membre de celui-ci, pour se concentrer sur sa campagne au Congrès, étant remplacée par C. Lawrence Crump.
Le 18 septembre 2024, elle remporte l'élection spéciale pour succéder à Donald Payne Jr., décédé en fonction en avril 2024, à la Chambre des représentants. Elle prête serment le 23 septembre. Elle est réélue pour un mandat complet le 5 novembre suivant.